# Eudonia fogoalis
Eudonia fogoalis is een vlinder uit de familie grasmotten (Crambidae). De wetenschappelijke naam van deze soort is voor het eerst geldig gepubliceerd in 2008 door Derra.
De soort komt voor in tropisch Afrika.